# Starigrad (żupania licko-seńska)
Starigrad – wieś w Chorwacji, w żupanii licko-seńskiej, w mieście Senj. W 2011 roku liczyła 15 mieszkańców.